# Glenea infragrisea
Glenea infragrisea là một loài bọ cánh cứng trong họ Cerambycidae.